# Bodenrichtwert
Der Bodenrichtwert ist ein durchschnittlicher Lagewert für den Boden. Er wird in Euro pro Quadratmeter angegeben und wird von den Gutachterausschüssen gemäß (§ 196 BauGB) auf Grund der Kaufpreissammlung (§ 193 Abs. 5 BauGB i. V. m. § 195 BauGB) unter Berücksichtigung des unterschiedlichen Entwicklungszustands flächendeckend ermittelt. In bebauten Gebieten sind Bodenrichtwerte mit dem Wert zu ermitteln, der sich ergeben würde, wenn der Boden unbebaut wäre.
Der Bodenrichtwert für Bauland wird, abhängig von den Rechtsvorschriften in den einzelnen Bundesländern, mindestens zum Ende jedes zweiten Kalenderjahres ermittelt (§ 196 BauGB). Er ist Basis für die Besteuerung von Grund und Boden in Deutschland.
Bodenrichtwerte werden zur Wertermittlung von Immobilien hilfsweise herangezogen, um den Bodenwert zu bestimmen, wenn er sich nicht im Vergleichswertverfahren ermitteln lässt. Grundlage dafür sind die amtlichen Kaufpreissammlungen, die von den bundesweit existierenden Gutachterausschüssen für Grundstückswerte geführt werden. Da der Bodenrichtwert nur ein Durchschnittswert aus einer Vielzahl von Grundstücksverkäufen ist, muss der Verkehrswert eines einzelnen Grundstückes anhand der Besonderheiten des Bewertungsobjektes geschätzt werden. Zu- und Abschläge vom Bodenrichtwert unter Berücksichtigung der individuellen Eigenschaften eines Grundstücks können durchaus erheblich sein.
Wertbeeinflussende Faktoren sind zum Beispiel:
- Grundstücksgröße und -form
- Bebauung, bebaubare Fläche und Bebauungsvorschriften
- Lage (Infrastruktur, Versorgungsumfeld, Nachbarschaft)
- Art der Bepflanzung
- Bodeneigenschaften
- Erschließungsgrad

## Rechtsgrundlagen
Rechtsgrundlage für die Ermittlung der Bodenrichtwerte ist § 196 BauGB: Auf Grundlage der Kaufpreissammlung sind flächendeckend durchschnittliche Lagewerte für den Boden unter Berücksichtigung des unterschiedlichen Entwicklungszustands zu ermitteln (Bodenrichtwerte). Die ermittelten Bodenrichtwerte beziehen sich auf Bodenrichtwertzonen, in denen einheitliche Wertverhältnisse herrschen. Bodenrichtwertzonen können bestimmte Straßen, Straßenzüge oder ganze Stadtteile und Ortschaften umfassen. Die Ermittlung der Bodenrichtwerte erfolgt gemäß § 193 BauGB durch die Gutachterausschüsse für Grundstückswerte. Jedermann kann von den Geschäftsstellen der Gutachterausschüsse Auskunft über die Bodenrichtwerte verlangen.

## Veröffentlichung
Die Veröffentlichung erfolgt mittels Bodenrichtwertkarten oder Bodenrichtwerttabellen. Die Bodenrichtwertkarten sind spezielle Karten, in denen unter Angabe der wertbeeinflussenden Lagemerkmale die jeweils gültigen Bodenrichtwerte je Quadratmeter Grundstücksfläche eingetragen werden. Früher stellten mehrere Bundesländer die Bodenrichtwerte auf CD bzw. DVD bereit, welche über die Geschäftsstellen der Gutachterausschüsse (in der Regel bei den Kataster- oder Vermessungsämtern angesiedelt) bezogen werden konnten, in manchen Ländern auch über die lokalen Bauämter. Die Geschäftsstellen der Gutachterausschüsse geben auch mündliche Auskünfte, die in der Regel kostenlos sind.
Seit dem 1. Dezember 2004 gibt es das Gemeinschaftsportal „Gutachterausschüsse ONLINE“, das als Einstiegsportal fungiert.
Auf Initiative der Arbeitsgemeinschaft der Vermessungsverwaltungen der Länder der Bundesrepublik Deutschland (AdV) wurde das Vernetzte Bodenrichtwertinformationssystem (VBORIS) im Rahmen des E-Government-Aktionsplan Deutschland-Online entwickelt. Im September 2006 ging die erste Version von VBORIS online. Der Standard wird ständig von der AdV weiterentwickelt – die aktuelle Version (Stand 2017) ist VBORIS 2.0. Auf der Basis von VBORIS veröffentlichen die Bundesländer eigene BORIS-Portale, wobei noch nicht alle Bundesländer ein Bodenrichtwertinformationssystem realisiert haben.